# Karel I. Ogrski
Karel I. Ogrski tudi Karel Robert, ogrski in hrvaški kralj, * 1288, Neapelj, † 16. julij 1342, Visegrád.
Karel I. je bil prvi ogrski vladar iz dinastije Anžujcev. Vladal je od leta 1301 oz. 1308 do leta 1342. Prvo desetletje se je bojeval z drugimi kandidati za ogrski prestol, naslednje desetletje pa z domačimi velikimi plemiči (magnati), ki so bili v zadnjih desetletjih arpadovskih vladarjev neomejeni vladarji v svojih pokrajinah. Ko si je končno zagotovil dejansko oblast v kraljestvu, je vzpostavil nove odnose med kraljem in plemstvom, ki so kralju omogočali absolutno oblast. K ureditvi in stabilizaciji države so pripomogli veliki dohodki od na novo odkritih rudnikov soli in dragih kovin (zlato, srebro). Karel je vpeljal stabilno valuto, ogrski zlati florint. Ves čas je krepil prijateljsko povezavo s poljskim kraljem, sprva Vladislavom I., katerega zet je postal, in kasneje z njegovim sinom, Kazimirjem III., ki je določil Karlove sinove za dediče poljskega prestola. Vse to je dalo trdne temelje vladavini Karlovega sina-naslednika, Ludvika I., Velikega.

## Dedne pravice Karla Roberta
Karel Robert je bil sin anžujskega princa Karla Martela, salernskega kneza, in habsburške princese Klementine, hčerke cesarja Rudolfa I. Habsburškega. 
Pravica Karla Roberta do ogrske krone je izhajala iz časa dveh njegovih pradedov, Karla I. iz francoske dinastije Anžu, kralja Sicilije in Neaplja in kralja Štefana V. iz dinastije Arpadovcev, kralja Ogrske in Hrvaške. Ta dva sta križno med seboj poročila svoja sinova in svoji hčeri in se dogovorila, da v primeru izumrtja ene od dinastij druga podeduje njene pravice. Prav takšno stanje je nastalo s smrtjo ogrskega kralja Ladislava IV. (1290).
Ladislavova sestra Marija, poročena z  neapeljskim kraljem Karlom II., sinom Karla I., je po Ladislavovi smrti zahtevala ogrsko krona za svojega sina Karla Martela. Toda ogrski veljaki so raje izbrali za kralja njenega oddaljenega sorodnika Andreja III. (glej rodovno drevo Arpadovcev).
Karel Martel je umrl že leta 1295 in Marija je obnovila zahtevo do ogrske krone v imenu njegovega sedemletnega sina Karla Roberta. Po načelu prvorojenstva je imel Karel Robert pravico tudi do neapeljskega kraljestva, toda njegov ded, Karel II., je leta 1296 za svojega dediča določil svojega tretjega sina Roberta. S to odločitvijo se je strinjal tudi papež Bonifacij VIII.

## Boj s tekmeci za ogrski prestol
Oblast zadnjih arpadovskih kraljev na Ogrskem in Hrvaškem je bila šibka. Dejanska moč oblasti je bila v rokah kakega ducata plemiških rodbin, ki so imele na svojih posestih vso oblast. Na Hrvaškem so bili takšni veliki plemiči (v ogrski in poljski zgodovini jih imenujejo magnati) Šubići, Babonići in Frankopani.
Leta 1300 je Pavel Šubić poslal svojega brata Jurija h Karlu II., da povabi Karla Roberta na ogrski prestol. Karel II. si je pri florentinskih bankirjih sposodil 1300 unč zlata in dvanajstletni Karel Robert je preko Splita s spremstvom pripotoval v Zagreb, kjer mu je izrazil lojalnost tudi ogrski magnat Ugrin Csák. 
Januarju 1301 je umrl ogrski kralj Andrej III. in že nekaj mesecev za tem so pristaši Karla Roberta s provizorično krono v Esztergomu kronali svojega kandidata. Toda s tem kronanjem se večina ogrskih posvetnih in cerkvenih gospodov ni strinjala; bali so se da bi jim Sveti sedež s svojim prevelikim vplivom vzel svobodo, ki so jo uživali. Raje so ponudili krono češkemu princu Vaclavu, sinu češkega kralja Vaclava II., ki je bil zaročen z edino hčerko Andreja III. Z razlago, da kronanje Karla Roberta ni bilo po predpisih, so češkega dečka okronali: v Székesfehérváru ga je s pravo "sveto krono" kronal nadškof iz Kalocse, kar pa tudi ni bilo čisto po predpisih, ker bi to moral storiti nadškof iz Esztergoma.
Karel Robert se je umaknil na posesti zvestega mu magnata Ugrina Csáka na jugu Ogrske in začel z vojaškimi operacijami. Leta 1302 je oblegal Budo, ki pa jo je obranil sovražni mu magnat Ivan Kőszegi. Papež je poslal na Ogrsko svojega legata, ki je postopoma pridobil za Karla Roberta večino ogrskih prelatov. Leta 1303 je papež Karla Roberta priznal za kralja.
Češki kralj Vaclav II. je leta 1304 umaknil svojega sina z Ogrske, kjer ni imel možnosti za uveljavljanje svoje oblasti; s seboj sta vzela tudi sveto krono. Karel Robert je sklenil zvezo z bratrancem Rudolfom III. Avstrijskim in jeseni sta skupaj napadla Češko.
Leta 1305 je Vaclav II. umrl. Njegov sin je kot Vaclav III. postal češki kralj in se je odpovedal ogrski kroni v korist svojega sorodnika in zaveznika Otona Wittelsbaškega, vojvode Spodnje Bavarske, ki je bil vnuk ogrskega kralja Bele IV. Tudi on se je dal okronati s pravo krono, a nikdar ni imel dovolj moči, da bi utrdil svoj položaj na Ogrskem. 
Karel Robert je leta 1306 zasedel Esztergom in številne utrdbe na severu Ogrske (danes Slovaška). Njegovi pristaši so leta 1307 zasedli Budo. Magnat Ladislav Kán je zajel in zaprl Otona Wittelsbaškega ter se polastil svete krone. V lobiranje za Karla Roberta se je vključil legat papeža Klemena V.
Novembra 1308 je zbor veljakov v Pešti proglasil Karla Roberta za ogrskega kralja Karla I. Zaskrbljujoča pa je bila odsotnost nekaterih najmočnejših plemičev - magnatov, med njimi Matuša Csáka, Ladislava Kána in Ivana Kőszegija. Ladislav Kán je sicer izpustil Otona (ki se nikoli več ni vrnil na Ogrsko), toda sveto krono je vrnil šele, ko mu je papeški legat zagrozil z izobčenjem. Tako je avgusta 1310 vendarle lahko nadškof iz Esztergoma Karla Roberta okronal s sveto krono v Székesfehérváru za ogrskega in hrvaškega kralja Karla I.; kronanje so priznali vsi ogrski in hrvaški veljaki. Toda njegova oblast je bila zaenkrat le nazivna. Za dejansko oblast se je z domačimi magnati-oligarhi boril še  vse naslednje desetletje.

## Boj proti oligarhom
Karel je premagoval oligarhe postopoma, enega za drugim, in pri tem pokazal veliko poguma in vojaške sposobnosti.
Leta 1311 je umrl Ugrin Csák, kar je Karlu omogočilo, da je zasedel posesti svojega umrlega pristaša, ležeče med Požego v Slavoniji in Temišvarom v Banatu. Septembra so na severu Ogrske meščani Kasse (danes Košice na Slovaškem) ubili lokalnega magnata Amadeja Abo. Njegovi nasledniki so se proti kralju povezali z najmogočnejšim med magnati, Matušem Csákom, in začeli oblegati Kasso. Karel je junija 1312 razbil njihovo vojsko v bitki pri Rozgonyju (danes Rozhanovci na Slovaškem). Veliko plemičev, ki so služili rodbini Aba, se je v bitki borilo na strani kralja. Karel je zavzel mnogo trdnjav rodbine Aba in potem usmeril svojo vojsko proti Matušu Csáku. Leta 1313 je zavzel Nagyszombat (današnja Trnava na Slovaškem) in leta 1315 Visegrád, vendar do odločilne bitke ni prišlo. Leta 1315 je umrl Ladislav Kán, a njegovi sinovi se Karlu niso hoteli podrediti. Karel je prenesel rezidenco iz Bude v Temišvar.
V prvi polovici leta 1316 je Karel poslal vojsko proti Kőszegom, ki so imeli svoje posesti zahodno od Donave (v Transdanubiji). Lokalni plemiči so prešli na kraljevo stran in Kőszegi svojih južnih ozemelj niso več mogli braniti. 
Med tem se je nekdanji palatin Jakob Borsa povezal s sinovi Ladislava Kána in drugimi upornimi plemiči ter ponudili ogrsko krono galicijskemu knezu Andreju Jurijeviču. Toda kraljeva vojska je pod vodstvom Dózse Debrecenija, nekdanjega pristaša Jakoba Borse, pri Debrecenu premagala (1317) vojsko upornikov in zavzela mnogo njihovih trdnjav. Karlova vojska je leta 1317 zatrla tudi upor pristašev rodbine Aba, zavzela Užgorod (danes v Ukrajini). Potem je zavzela del ozemelj  Matuša Csáka z mestom Komárom.
Karel se je redko bojeval osebno, imel pa je odlično znanje strategije, vedno je sam odločal o napadih na trdnjave. Leta 1319 pa je resno zbolel in papež je že pooblastil njegovega spovednika, da  mu da odvezo za vse grehe; toda Karel je ozdravel. . Osvajanja so se kljub kraljevi bolezni nadaljevala tudi to leto. Dózsa Debreceni, ki ga je Karel imenoval za vojvodo Transilvanije, je bil uspešen proti sinovom Ladislava Kána in njihovim zaveznikom, medtem ko je Karlov dvorni sodnik, Alexander Köcski, zasedel 6 trdnjav Kőszegov.
V letih 1317-19 se je Karel večkrat spopadel s srbskim kraljem Štefanom Urošem II. Milutinom (iz rodbine Nemanićev), ker je menil, da srbski kralj posega v ogrsko ozemlje; leta 1319 je Karel zasedel Mačvo in Beograd (ki pa ga je leta 1340 Uroš IV. Dušan zavzel nazaj).
Leta 1321 je umrl Matuš Csák. Večina kastelanov se je predala brez odpora in kraljeva vojska je lahko zavzela njegove posesti. Karel je osebno vodil obleganje Trencsena (danes Trenčina na Slovaškem), sedeža Csákov. 
Januarja 1322 sta se dalmatinski mesti Šibenik in Trogir uprli Mladenu II. Šubiću, sinu nekdanjega vodilnega Karlovega pristaša Pavla I. Šubića, in sprejeli pokroviteljstvo Benetk. Proti Mladenu  se je obrnilo tudi več hrvaških velikašev, vključno z njegovim bratom Pavlom II. Šubićem; njihova koalicija je Mladena premagala pri Klisu. Septembra je prišel Karel na Hrvaško z vojsko in vsi hrvaški plemiči, ki so nasprotovali Mladenu, so se mu prišli poklonit v Knin; prišel je tudi Mladen, toda Karel ga je dal zapreti na Ogrsko, kjer je sled za njim izginila.
S  podreditvijo magnatov je Karel ustvaril pogoje za oblikovanje države in izpeljavo gospodarskih reform. 

## Ureditev države in gospodarske reforme
Leta 1323 je Karel preselil dvor v osrčje dežele, v Visegrád; dvor zgrajen ob vznožju citadele, je postal stalno kraljevo prebivališče; njegova naslednika, Ludvik I. in Sigismund Luksemburški, sta Karlove zgradbe zamenjala s sijajnimi novimi palačami.
Karel je v dveh desetletjih vojn dobil velik ugled in oblast, ki jo je izvajal previdno in učinkovito. Njegovo vodilo je bilo: spretno ravnanje s podaniki in pametna odmera oblasti; strukturna preobrazba je bila drugotnega pomena. Ves čas je poudarjal, da izvira iz rodbine Arpadovcev; v svoje nove insignije je vključil motive arpadovskega in anžujskega grba.
Po zmagi nad oligarhi je bilo v kraljevih rokah kakih 60% ogrskih gradov skupaj z njihovimi zaledji. Kroni so bile vrnjene posesti, ki so se jih plemiči polastili nezakonito in s silo. Karel je vpeljal sistem službenih fevdov, honors; njihovi prejemniki so lahko uživali dohodke in ugodnosti služb le v času, ko so jih vršili. 
Novo plemstvo je bilo pretežno domače narodnosti; redke rodbine, ki so ostale na položajih iz obdobja Arpadovcev, so se pridružile novi dvorni aristokraciji. Posesti novih veljakov niso bile tako velike, da bi ogrožale kraljevo avtoriteto. Kraljeve gradove so upravljali komitatski ispani. Pri njih so se lahko zaposlovali tudi nižji plemiči; z zvestim služenjem se jim je na ta način odpirala pot navzgor. Novi sistem je dajal kralju veliko oblast, tako da je nehal sklicevati letni zbor plemičev in prelatov, kar bi po Zlati buli iz leta 1222 moral; zadnji zbor je bil sklican leta 1320.
Karel je nadzor nad sodstvom izvajal z izborom njemu zvestih vrhovnih sodnikov. Vodja dvornega duhovništva, ispan kraljeve kapele, je dobil pooblastilo, da sme uporabljati nov kraljevski pečatnik; s tem je prenehal monopol kraljeve pisarne. 
Karel je nadzoroval tudi upravljanje ogrske Cerkve, kateri ni, kljub pritožbam, vrnil lastnine, ki ji jo je odvzel že Matuš Csák. Sam je nastavljal cerkvene prelate. Leta 1332 je dovolil pobiranje desetine za Cerkev, potem ko je ta obljubila, da bo tretjino pobranega denarja dala kroni. 
Glavnino kraljevih dohodkov so predstavljali neposredni in posredni davki, mitnine in monopoli, ki so jih pobirali dosledno. Dohodke krone je upravljalo pet komor, upravnih teles, ki so jih vodili nemški, italijanski in ogrski trgovci. Dohodki so se močno povečali, ko so v Transilvaniji odkrili rudnike soli in v 1320-ih nove rudnike zlata pri Körmöcbányi (sedaj Kremnica na Slovaškem), Nagybányi (danes Baia Mare v Romuniji) in Aranyosbányi (danes Baia de Arieş v Romuniji). Po letu 1327 so lahko lastniki, ki so na svojih zemljiščih odkrili rudnike dragih kovin zadržali tretjino dohodka, kar je zelo pospešilo proizvodnjo; še vedno pa je bila večina rudnikov v kraljevi posesti; ves promet z nekovanimi dragimi kovinami je bil monopol krone. Ogrska je postala največja proizvajalka zlata na svetu (tretjina proizvodnje dragih kovin pred odkritjem Novega sveta).
Leta 1326 je Ogrska izdala zlati florint, oblikovan po florentinskemu fiorinu; s tem je dobila valuto s stalno vrednostjo in opustila dotedanjo prakso vsakoletnega prekovanja denarja. Vpeljala je davek 1/5 florinta na vsako tlačansko gospodinjstvo. Dosledno so pobirali tudi 1/30 na vse trgovanje s tujino. Rezultat vsega tega je bila polna kraljeva zakladnica.
Kljub blagostanju pa je bila Ogrska v evropskem merilu tehnološko, upravno in družbeno zaostala država. V zameno za zahodne obrtniške in luksuzne predmete je lahko ponudila samo zlato, srebro, govedo in vino.
Bila je sila redko naseljena (v začetku 15. stoletja manj kot 10 ljudi km2 ). Večina mest je bila zgrajena na kronskih posestih; ta mesta so imela samoupravne in druge privilegije, bila so pod neposredno kraljevo sodno oblastjo. Druga mesta, ki so se razvila na križiščih trgovskih poti, so bila pomembna kot sedeži škofij, a so bila brez mestnih privilegijev in samouprave.
Vojska je bila organizirana v banderije; bogati plemiči, ki so posedovali svojo vojsko, so jo vodili v boj pod svojo zastavo; kraljevo vojsko najemnikov, ki so jo plačevali iz kraljeve blagajne, je vodilo v boj dvorno plemstvo pod kraljevo zastavo. Poziv k orožju je postal obvezen tudi v primeru ofenzivne vojne.
Karel je vzpodbujal viteško kulturo, organiziral turnirje, vpeljeval nove viteške naslove, podeljeval čeladne perjanice kot osebne simbole zvestim podanikom. Leta 1326 je ustanovil red sv. Jurija, simbolno povezavo med kraljem in zvestim mu plemstvom.

## Zunanjepolitični dogodki po letu 1323
Leta 1323 je Karel dobil od avstrijskih vojvod Bratislavo kot plačilo za pomoč, ki jim jo je nudil leto poprej v spopadu z Ludvikom IV. Bavarskim za cesarsko krono (v bitki pri Mühldorfu). Toda Avstrijci so Bratislavo ponovno zavzeli. Zato je Karel sklenil zvezo s češkim kraljem Ivanom. Leta 1328 so njune čete v bitki ob reki Leithi uničile avstrijsko vojsko. Z mirom so se Avstrijci odpovedali Bratislavi in Medžimurju. Leta 1329 je Karel rešil Beograd pred obleganjem srbske vojske.
Čeprav so se hrvaški plemiči leta 1322 v Kninu poklonili Karlu, so si kasneje brez kraljeve odobritve razdelili nekdanje posesti Mladena Šubića. Karel je zato leta 1325 odstavil slavonskega bana Ivana Babonića in na njegovo mesto postavil  Mikcza Ákosa. Novi ban je s kraljevo vojsko skušal ukloniti hrvaške plemiče, a je leta 1326 doživel poraz proti hrvaškemu plemič Nelipcu II. Nelipčiću. Karlova oblast na Hrvaškem in v Slavoniji je bila tako le nazivna, ne pa tudi dejanska. Upor Babonićev in Kőszegov, ki je leta 1327 izbruhnil v Slavoniji in Transdanubiji, pa je kraljeva vojska uspela zadušiti. Dalmatinska mesta so, raje kot Karlovo, sprejela pokroviteljstvo Benetk.
Ogrska oblast je bila samo nazivna tudi na ozemljih  med Karpati in spodnjo Donavo, ki jih je v dvajsetih letih 14. stoletja pod svojo oblastjo združil vojvoda Besarab I. Vlaški. Čeprav je Besarab leta 1324 v mirovnem sporazumu sprejel pokroviteljstvo Ogrske, se je obotavljal prepustiti ji ozemlja, ki jih je zasedel v Severinskem banatu (danes zahodna Oltenija in vzhodni Banat). Da bi ga v to prisilil, je Karel leta 1330 osebno povedel vojsko na Vlaško. Zavzel je trdnjavo Drobeta-Turnu Severin in se napotil proti vlaški prestolnici Curtea de Argeş. Vlahi so ob umikanju uporabili taktiko uničevanja vsega, kar bi sovražnikovi vojski lahko koristilo, in  s tem Karla prisilili k umiku. Na povratku so mu v soteski pripravili zasedo in kraljevo vojsko zdesetkali. Karel se je rešil tako, da je svojo obleko zamenjal  z obleko viteza Desideriusa Hédera, ki je za kralja žrtvoval življenje.
Karlova diplomacija je poleti 1335 s posredovanjem na pogajanjih med češkim kraljem Ivanom in poljskim kraljem Kazimirjem III. v Trencsénu (Trenčinu) dosegala kompromis: prvi se je odpovedal zahtevam po poljskem prestolu, drugi pa zahtevam po Šleziji. Novembra so trije kralji na srečanju v Karlovi višegradski rezidenci dogovor osebno potrdili, sklenili obrambno zvezo proti Habsburžanom in se dogovorili za novo trgovsko pot, ki je obšla Dunaj.
Januarja 1336 so se hrvaški Babonići in ogrski Kőszegi povezali z Avstrijci. Ivan Češki, ki je od Avstrijcev zahteval Koroško, je februarja napadel Avstrijo; pridružila sta se mu Kazimir III. in Karel. Spor med  avstrijskima vojvodama (Albert II. in Oton) in Ivanom se je končal z mirom že v juliju. Babonići in Kőszegi so morali Karlu izročiti obmejne trdnjave v zameno za oddaljenejše gradove. . V letih 1339-40 je Karel prisilil Kőszege, da so se odpovedali še zadnjim trdnjavam na meji kraljestva. .

## Dogodki, povezani z družino
Karel je bil trikrat poročen. Prvič s princeso iz rodu šlezijskih Pjastov, Marijo († 1317), hčerko Kazimirja II. Bytomskega. Po njeni smrti se je poročil z Beatrix von Luxemburg (†1319), hčerko nemškega  cesarja Henrika VII. Oba zakona sta bila brez otrok. Njegova tretja žena je bila Elizabeta († 1380), hči poljskega kralja Vladislava I. in sestra poljskega kralja Kazimirja III.; z njo se je poročil leta 1320. Imela sta pet sinov in verjetno dve hčeri. Od sinov so očeta preživeli:
- Ludvik (*1326; †1382), kralj Ogrske, Hrvaške in Poljske
- Andrej (*1327; †1345), umorjen  ∞ Ivana I. Neapeljska, dedinja neapeljskega prestola
- Štefan (*1332; †1354), vojvoda Slavonije, Hrvaške in Dalmacije

Karel je posinovil nezakonskega sina Kolomana , *1317, ki je leta 1336 postal škof Györa.
Karlov stric, neapeljski kralj Robert, je kneževino Salerno in  mesto Monte Sant'Angelo, ki sta pripadala Karlovemu očetu, podelil svojemu bratu, Ivanu Draškemu. Karel se s tem seveda ni strinjal. Po letih pogajanj je leta 1333 obiskal strica v Neaplju. Dva meseca kasneje je prišlo do zaroke med Karlovim sinom Andrejem in Robertovo vnukinjo Ivano, dedinjo Neapeljskega kraljestva. 
Karel I. in poljski kralj Vladislav I., ki sta istočasno sestavljala svoji državi iz delov nekdanjih razpadlih kraljevin, sta od vsega začetka sodelovala in si pomagala. Tako se je leta 1329 Vladislavov sin Kazimir v vlogi očetovega odposlanca mudil na Karlovem dvoru v Višegradu. Devetnajstletni mladenič je zapeljal Klaro Záh, dvorjanko Karlove žene Elizabete. Besni Klarin oče Felician Záh je vdrl v kraljevo jedilnico in, preden ga je straža uspela zaustaviti in ubiti, s sabljo ranil kralja in kraljico in skušal ubiti njuna sinova Ludvika in Andreja. Karel se je na dogodek brutalno odzval; do smrti je dal mučiti vse Záhove otroke, usmrtiti vse sorodnike do tretje stopnje sorodstva, one do sedme stopnje pa obsoditi na večno suženjstvo. Dogodek je zapisal frančiškanski menih, ki pri Karlu ni našel nobenega pozitivnega dosežka, do podrobnosti pa je opisal to neobičajno krutost. Karlov poraz leta 1330 na Vlaškem je pripisal božji kazni za to Karlovo dejanje. Ker je to sploh edini zapis sodobnika o Karlu, meče slabo luč na Karlovo osebnost.
Poljski kralj Kazimir III. ni imel sina in je že leta 1339 določil sinove Karla in Elizabete za naslednike poljskega prestola.
Karel je ustvaril močno državo z velikim mednarodnim ugledom, kakršnega ni imela od časov Bele III. S tem je pripravil trdno osnovo za vladanje svojega sina in naslednika Ludvika I., Velikega, ki je po smrti svojega strica Kazimirja III. nasledil tudi poljski prestol.